# Emilijanski jezik
Emilijanski jezik (emilijski; ISO 639-3: egl), novopriznati jezik galoitalske podskupine koji se sve do 2009. smatrao skupinom dijalekata jezika emilijano-romanjolo [eml]. 16. siječnja 2009 emilijano-romanjolo je podijeljen na dva posebna jezika, emilijanski (emilijski) i romanjolski.
Emilijanski jezik ima nekoliko dijalekata među kojima su zapadnoemilijanski, centralnoemilijanski i istočnoemilijanski.